# Fethije-Moschee

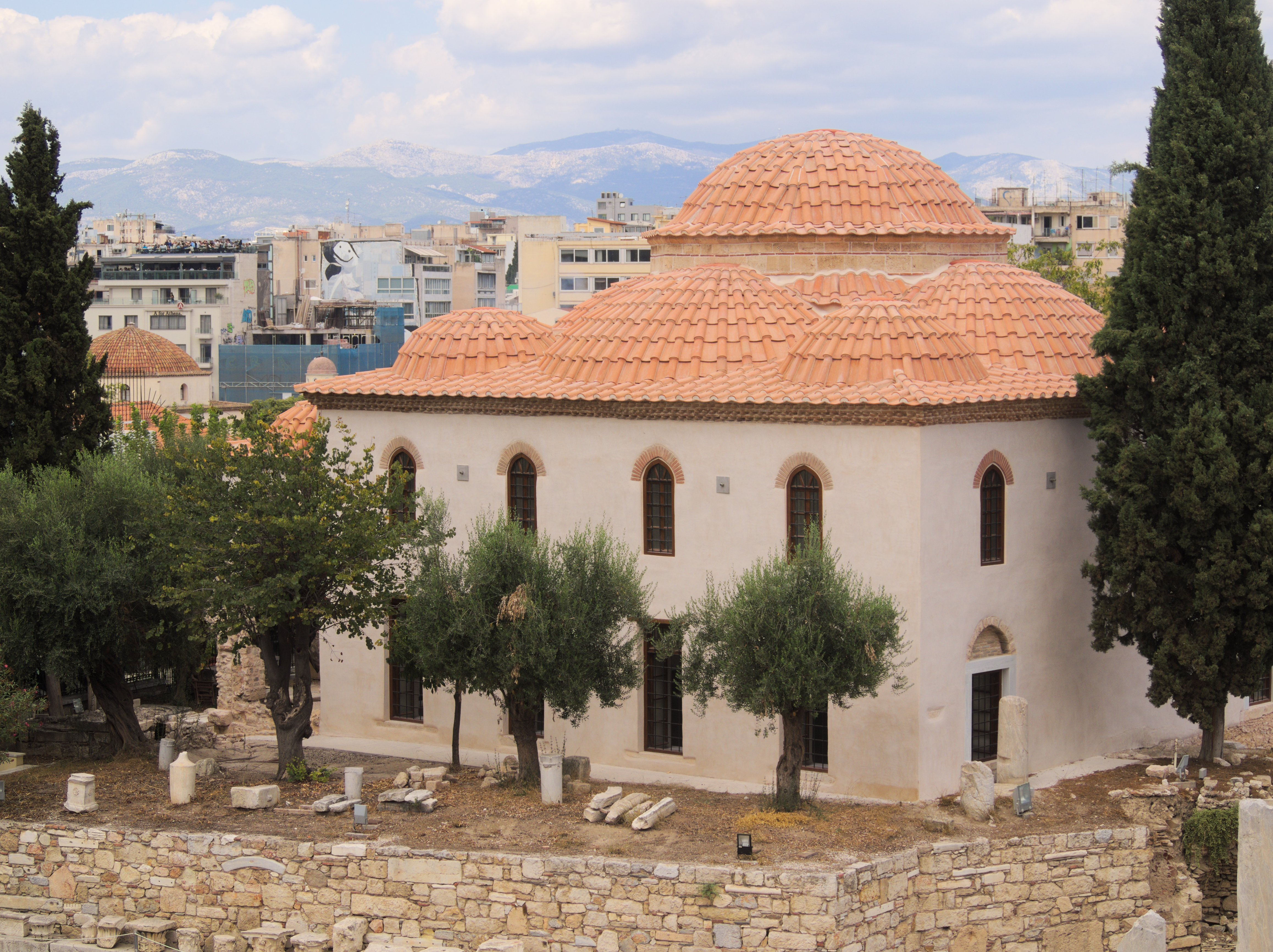
Seitenansicht der Fethije-Moschee (2016)

Die Fethije-Moschee oder Fetichié-Moschee (griechisch Φετιχιέ τζαμί, türkisch Fethiye Camii ‚Moschee der Eroberung‘) ist eine osmanische Moschee aus dem 15. bzw. 17. Jahrhundert im Zentrum Athens, der Hauptstadt von Griechenland.

## Geschichte

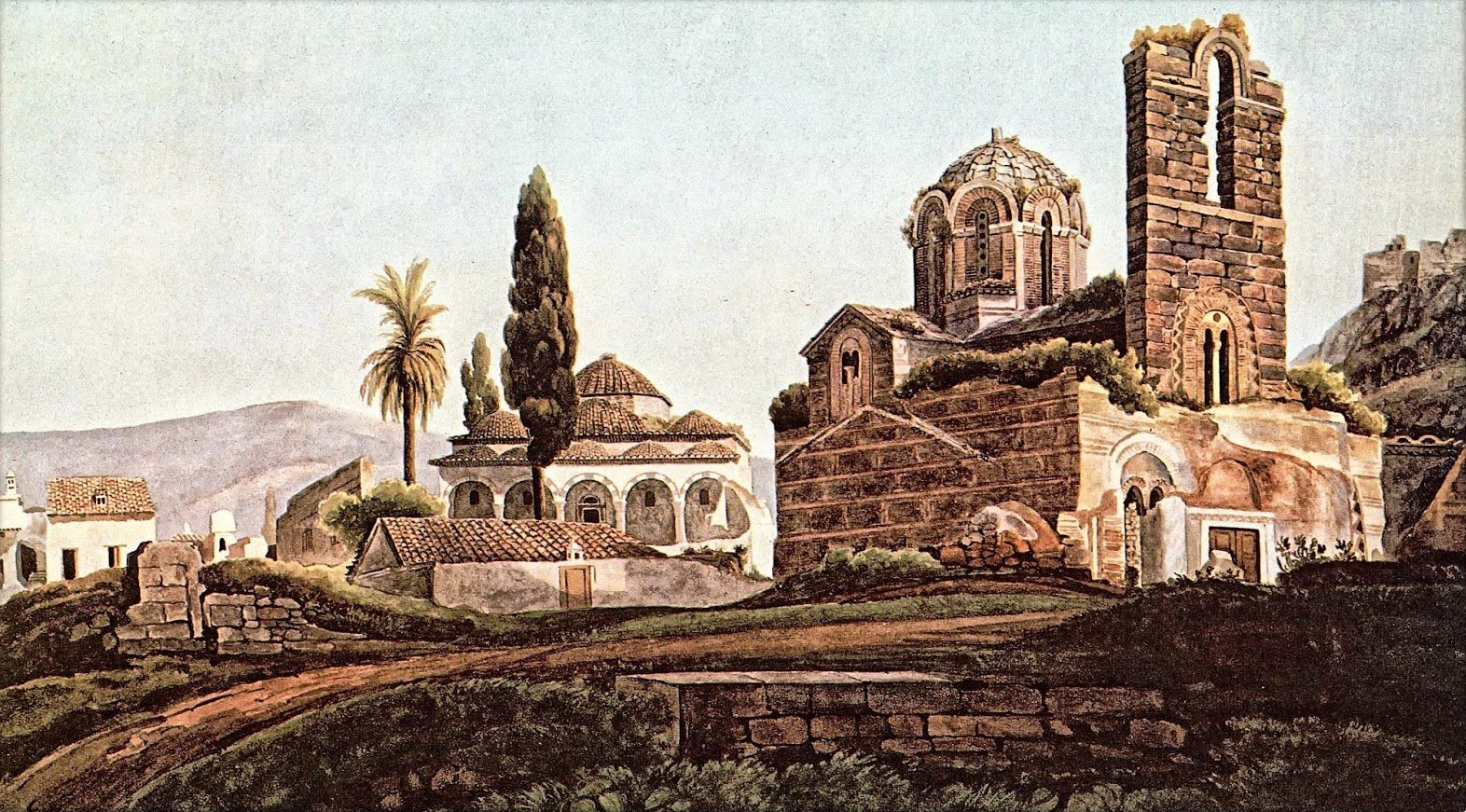
Die Moschee in den 1830ern, mit der Kirche der Taxiarchen rechts daneben

Die Fethije-Moschee befindet sich an der nördlichen Seite der antiken Römischen Agora in Athen, nahe dem Turm der Winde, und wurde auf der Ruine einer christlichen Basilika der mittelbyzantinischen Periode (8./9. Jahrhundert) erbaut. Die christliche Kirche wurde im Jahre 1456/58 in eine Moschee umgewandelt, kurz nach der osmanischen Eroberung des Herzogtums Athen und vor dem Besuch der Stadt durch Sultan Mehmet dem Eroberer 1458.
Von diesem ursprünglichen Gebäude hat nur ein Fragment des Mihrābs überdauert, das Bauwerk selbst wurde zerstört und 1668 bis 1670 durch das heutige Bauwerk ersetzt. Die neue Moschee umfasst eine vorgelagerte Arkade und einen kuppelüberwölbten Hauptraum. Die zentrale Hauptkuppel wird von vier Säulen und Pendentifs getragen. An den vier Seiten schließen Halbkuppeln an, flankiert von kleineren Kuppeln an den Ecken. Die vorgelagerte Arkade besitzt fünf Bögen und wird von fünf kleineren Kuppeln überwölbt. In osmanischer Zeit war sie gemeinhin als die Weizenmarktmoschee (Τζαμί του Σταροπάζαρου) bekannt. Während der kurzzeitigen Besetzung der Stadt durch venezianische Soldaten im Moreakrieg (Oktober 1687 – Mai 1688) wurde die Moschee durch die Venezianer in eine römisch-katholische Kirche umgewandelt, die Dionysios dem Areopagiten gewidmet war.
Nach dem Ausbruch der Griechischen Revolution wurde die nun stillgelegte Moschee durch die Filomousos Eteria von Athen als Schule genutzt. Etwa zu dieser Zeit kurz nach Kriegsende wurde das Minarett der Moschee abgerissen. Von 1834 bis zum frühen 20. Jahrhundert wurde die Moschee nacheinander als Kaserne, Militärgefängnis und schließlich als Militärbäckerei genutzt. Dazu wurden weitere Ergänzungen am Gebäude für die Öfen der Bäckerei vorgenommen. Seit dem frühen 20. Jahrhundert diente der Bau der Lagerung von archäologischen Funden aus den Ausgrabungen auf der Agora und der Akropolis. Bei einer Restaurierungsmaßnahme im Jahr 1935 wurden spätere Anfügungen entfernt und dem Gebäude im Wesentlichen wieder seine ursprüngliche Gestalt gegeben. Nach einem Beschluss des griechischen Kulturministeriums im Jahr 2010 wurden die Funde aus der Moschee verbracht, das Bauwerk wurde statisch ertüchtigt und umfassend restauriert und ist seit 2017 zur Besichtigung und für Ausstellungen geöffnet.